# Arthur Hiller (football)
Pour les articles homonymes, voir Arthur Hiller.
Arthur Hiller, né le 3 octobre 1881 à Pforzheim (Bade-Wurtemberg) et mort le 14 août 1941 dans la même ville, est un footballeur allemand des années 1900 et 1910. Il est l'oncle de Marius Hiller. 
En tant que milieu, il fut international allemand à 4 reprises (1908-1909) pour aucun but inscrit. Il fut aussi le premier capitaine de l'équipe nationale. 
Il joua au 1.FC Pforzheim de 1899 à 1914, perdant en finale en 1906 du championnat d'Allemagne.

## Clubs
- 1899-1914 :  1.FC Pforzheim

## Palmarès
- Championnat d'Allemagne de football
  - Vice-champion en 1906